# Черкаський сільський округ (Аккайинський район)
Черка́ський сільський округ (каз. Черкасск ауылдық округі, рос. Черкасский сельский округ) — адміністративна одиниця у складі Аккайинського району Північноказахстанської області Казахстану. Адміністративний центр — село Черкаське.
Населення — 999 осіб (2021; 1830 у 2009, 2538 у 1999, 2879 у 1989).
Станом на 1989 рік існували Новоросійська сільська рада (села Новоросійське, Цілинне) та Черкаська сільська рада (села Добровольське, Черкаське).

## Склад
До складу округу входять такі населені пункти:
| Населений пункт     | Старі назви | Населення, осіб (1989) | Населення, осіб (1999) | Населення, осіб (2009) | Населення, осіб (2021) |
| ------------------- | ----------- | ---------------------- | ---------------------- | ---------------------- | ---------------------- |
| Добровольське, село | -           | 439                    | 514                    | 380                    | 249                    |
| Новоросійське, село | -           | 863                    | 556                    | 253                    | 52                     |
| Цілинне, село       | -           | 202                    | 19                     | -                      | -                      |
| Черкаське, село     | -           | 1375                   | 1468                   | 1197                   | 698                    |